# Auletta (groupe)
Auletta est un groupe allemand de rock indépendant, originaire de Mayence. Les membres sont Alexander Zwick (chanteur et guitariste), Martin Kloos (guitariste), Johannes Juschzak (batteur) et Daniel Juschzak (bassiste). Le groupe tire son nom de la ville d'Auletta, en Campanie (Italie), que les membres du groupe avaient traversée lors de leurs vacances passées ensemble,.

## Biographie
Le groupe est formé en 2005. Cependant, le travail sérieux en tant que groupe n'a commencé qu'en 2006, lors du retour d'Alexander et de Martin qui avaient fait une pause et étaient partis à l'étranger, en Angleterre, et en Espagne. 
En 2007, ils jouent avec les groupes Art Brut et Kilians. Au concours Emergenza, ils atteignent en 2007 la finale de l'Europe centrale. La même année, ils gagnent le Rockbuster. À la fin de 2008, ils obtinrent un contrat d'enregistrement avec EMI. Le 26 juin 2009, leur premier album Pöbelei und poesie (Vulgarité et poésie) entre dans les magasins. La chanson Meine Stadt (Ma ville) figure dans le jeu vidéo FIFA 10.
Le 12 août 2011 sort l'album Make Love Work, qui atteindra la 36e du top 50 des classements allemands.

## Discographie
- 2007 : Heimatmelodien (EP, Flur-Musik)
- 2009 : Ein engel kein König (single, Virgin/EMI)
- 2009 : Pöbelei und poesie (album ; Virgin/ EMI)
- 2009 : Meine stadt (single ; Virgin/ EMI)
- 2011 : Make Love Work (album ; Virgin/ EMI)